# Урлапово
Урла́пово — село в Шипуновском районе Алтайского края, центр Урлаповского сельсовета, Алтайский край, Россия.

## География
Село расположено возле одноименного озера Урлаповское, название села — топоним.
Уличная сеть:
В селе 5 улиц: 30 лет Победы, улица имени Кирова, Фрунзе, Садовая и Набережная.
Расстояние до:
- районного центра Шипуново 48 км.
- краевого центра Барнаул 219 км.

Ближайшие населённые пункты:
Травное 9 км, Костин Лог 10 км, Боровское 13 км Зеркалы 15 км, Объездное 15 км, Малиновка 19 км, Бобровка 19 км, Берёзовский 19 км, Родино 22 км, Берёзовка 22 км.

## История

Улица в селе Урлапово.

Село было основано в 1869 году на берегу озера Урлаповское ссыльным Урлаповым. Вначале посёлок назывался Коптелкой из-за того, что гнали деготь и было много дымящихся костров.
В начале декабря 1917 года в селе состоялся сельский сход. На нём был избран сельский совет и делегаты на волостной съезд (село входило тогда в состав Боровской волости). Первым председателем Урлаповского сельсовета был избран Иван Егорович Савинов. Сельский совет принял ряд решений в интересах бедных крестьян, батраков, семей фронтовиков. Бедняки были освобождены от налогов, семьям фронтовиков, мужья которых не вернулись с войны, бесплатно выдавали дрова, строевой лес для ремонта жилья.
В июле 1918 года А. В. Колчак сверг советскую власть в Урлапово. В селе был создан партизанский отряд из 30 человек. В окрестностях села было два боя. Первый бой был в августе 1919 года на реке Курья. Второй бой произошёл 27 августа 1919 года в местечке Волчий Лог. В этом бою погибло 18 партизан. В 1977 году на этом месте между селами Зеркалы и Урлапово воздвигнут памятник героям гражданской войны. В 1920 году село подверглось налету банды Лындина.
В марте 1931 года был образован колхоз имени Кирова. Колхозниками согласились быть 390 единоличных дворов, и это составило более 72 % от числа проживающих в селе крестьян.
На площади в центре села похоронены убитые бандитами Н. Галкин и В. И. Ванюнин. В настоящее время памятник перенесён на территорию школы. Более 250 урлаповцев защищали родину в годы Великой Отечественной войны .

## Инфраструктура
В селе имеются крестьянские хозяйства, но большинство жителей села работают в колхозе имени Кирова: основное направление — семеноводческое (зерновые и зернобобовые культуры) с высокой культурой земледелия, а также разведение крупного рогатого скота cимментальской породы и лошадей.
В селе для колхозников строят современное благоустроенное жильё, большинство улиц асфальтированы, есть Дом культуры, детский сад «Лучик», МБОУ Урлаповская СОШ им. Н. В. Четырина, столовая, пекарня, ФАП, профилакторий, спортзал. Работает стоматологический кабинет с современным оборудованием и разнообразными услугами (членам колхоза предоставляется 50% скидка на лечение).
Транспорт
Село с федеральной автострадой А340 «Барнаул — Рубцовск — Семипалатинск» соединяет асфальтированная 34-километровая дорога, ближайшая железнодорожная станция находится в районном центре Шипуново.

## Население
| 1926 | 1997 | 1998 | 1999 | 2000 | 2001 | 2002 |
| ---- | ---- | ---- | ---- | ---- | ---- | ---- |
| 2497 | ↘985 | ↘981 | ↗992 | ↗994 | ↘983 | ↘960 |
| 2003 | 2004 | 2005 | 2006 | 2007 | 2008 | 2009 |
| ↗962 | ↘927 | ↘923 | ↘911 | ↗929 | ↘893 | ↘877 |
| 2010 | 2011 | 2012 | 2013 | 2014 | 2015 | 2016 |
| ↘846 | ↘844 | ↗857 | ↗866 | ↘865 | ↘861 | ↘840 |
| 2017 | 2018 | 2019 | 2020 | 2021 |      |      |
| ↘822 | ↘804 | ↘794 | ↘788 | ↘787 |      |      |

## Достопримечательности

Памятник павшим в Великой Отечественной войне

- Памятник В. С. Кирову — основателю колхоза
- Памятник павшим в Великой Отечественной войне
- Музей боевой и трудовой славы села.

## Известные уроженцы
- Щеблыкин Иван Павлович — советский и российский литературовед, лермонтовед, почётный профессор Пензенского педагогического института. Лауреат Всероссийской литературной премии имени Михаила Юрьевича Лермонтова 2004 года.

## Факты
- В селе 88 лет[источник не указан 1127 дней] существует и успешно работает[источник не указан 1127 дней] единственный в Алтайском крае колхоз имени Кирова, сохранивший коллективно-долевой вид собственности[19]. С 1979 года хозяйством управляет Пётр Иосифович Павлов, отметивший 2 июля 2019 года 80-летие[20].
- В 2006 году колхоз награждён дипломом за первое место в крае в номинации «За большой вклад в социальное развитие сельских территорий, повышение уровня и улучшения условий жизни сельского населения».
- Жители и администрация села восемь раз занимали первое место в краевом конкурсе по благоустройству территории[5].
- Село имеет собственную песню «Деревня моя» (сл. и муз. В. И. Василенко).
- Находящаяся в селе средняя школа носит имя Николая Четырина (1966—1986), уроженца села, погибшего в ходе Афганской войны.